# 堀井智明
堀井 智明（ほりい ともあき）は、日本の法学者。専門は商法（特に手形・小切手法）。高知大学准教授。

## 学歴
- 1992年 - 慶應義塾大学法学部卒業
- 1997年 - 慶應大学大学院法学研究科前期博士課程修了
- 2000年 - 慶應義塾大学大学院法学研究科後期博士課程民事法学専攻単位取得退学

## 職歴
- 尚美学園大学総合政策学部専任講師
- 国立大学法人 高知大学人文学部准教授